# Fabrice Erre
Pour les articles homonymes, voir Erre.
Fabrice Erre, né le 4 septembre 1973 à Perpignan, est un auteur de bande dessinée français. Il est également professeur d'histoire, géographie et d'enseignement moral et civique.

## Biographie
Fabrice Erre est né en 1973 à Perpignan. Il est le frère du romancier J.M. Erre.
Il est agrégé d'histoire et soutient en 2007 une thèse de doctorat en histoire intitulée L'Arme du rire. La presse satirique en France, 1789-1848, sous la direction de Dominique Kalifa à l'université Paris-1,. 
Il est l'auteur de plusieurs articles sur cette question dans des revues ou des actes de colloque. Il publie en 2011 un essai intitulé Le Règne de la Poire, caricatures de l'esprit bourgeois de Louis-Philippe à nos jours,.
Sa première planche de bande dessinée, Les Aventures de Pavel Mc Bubble, est parue en mai 1995 dans Fluide glacial no  227.
Il participe à la revue Jade éditée par 6 pieds sous terre et à Fluide glacial.
Il anime le blog Une année au lycée hébergé par Le Monde, bande dessinée parodique qui se base sur son quotidien d'enseignant d'histoire-géographie. En 2019, Il se met en disponibilité pour au moins un an afin de se consacrer à la bande-dessinée.

## Publications

### Bande dessinée
- Démonax, histoire du plus grand bandit de l'univers, éd. 6 pieds sous terre, collection Plantigrade, 2006
- Le Roux, éd. 6 pieds sous terre, collection Monotrème, 2007
- La Mécanique de l'angoisse, éd. 6 pieds sous terre, collection Monotrème, 2011
- Le Règne de la poire : caricatures de l'esprit bourgeois de Louis-Philippe à nos jours, Champ Vallon, 2011
- Z comme Don Diego, scénario de Fabcaro, Dargaud

1. Coup de foudre à l'hacienda, 2012
2. La loi du marché, 2012

- Une année au lycée - Guide de survie en milieu lycéen, Dargaud

1. Une année au lycée - Guide de survie en milieu lycéen, 2014
2. Une année au lycée 2 - Deuxième guide de survie en milieu pédagogique numérique, 2015
3. Une année au lycée 3 - Troisième guide de survie en milieu bachelier, 2016

- Mars ! (dessin), avec Fabcaro (scénario), Audie, 2014[7],[8]
- Madumo : premier, seul et unique, Vide Cocagne, 2015
- Guide Sublime, éd. Dargaud, 2015
- Le Fil de l'Histoire raconté par Ariane & Nino (scénario), dessins et couleurs de Savoia, Dupuis[9]

1. Albert Einstein - Un physicien de génie, 2018
2. La Pyramide de Khéops - La 1re Merveille du monde, 2018
3. Les Gaulois - Sacrés ancêtres !, 2018
4. La Guerre des tranchées - L'Enfer des poilus, 2018
5. Les croisades (Conflits en Terre sainte), 2018
6. Les gladiateurs (Jeux de Romains), 2018
7. Louis XIV (Le Roi-Soleil), 2018
8. L'or noir (La conquête du pétrole), 2018
9. La Grande Muraille de Chine (Les remparts d'un empire), 2018
10. La découverte des dinosaures (Une révolution archéologique), 2018
11. Les Vikings (Marchands et pirates), 2018
12. Les samouraïs (La voie du bushido), 2019
13. Le premier pas sur la Lune (Mission Apollo), 2019
14. Napoléon (Empereur et stratège), 2019
15. Le mur de Berlin (Au cœur de la guerre froide), 2019
16. Gandhi (Un soldat de la paix), 2020
17. Le Titanic (Naufrage d'un géant), 2020
18. La peste (Histoire d'une pandémie), 2020

- Le Pouvoir de la satire (scénario), dessin de Terreur Graphique, Dargaud, 2018[10],[11]
- Walter Appleduck (dessin), avec Fabcaro (scénario), Dupuis

1. Cow-boy stagiaire, 2019
2. Un cow-boy dans la ville, 2020

- Coluche Président ! (dessin), avec J-M Erre (scénario), Fluide glacial, 2020[12],[13]
- Les complotistes, Fabrice Erre (dessin) et Jorge Bernstein (scénario et dessin), Dupuis, 2020[14],[15]
- Mal Dominant, 6 pieds sous terre, 2021
- La Drôle de Guerre de Papi et Lucien (scénario), avec Téhem (dessin), Auzou

1. Destination : Londres, 2022
2. L'Atlantique !, 2023

- Printemps du peuple : des derniers rois à Marianne (avec Claire Fredj), La Découverte/La Revue dessinée, 2024.

### Essai
- Le Règne de la poire, éd. Champ Vallon, 2011.

### Documentation
- Fabrice Erre (interviewé), Sylvain Savoia (interviewé) et Philippe Peter, « Le Fil de l'Histoire : se cultiver en s'amusant », dBD, no 126,‎ septembre 2018, p. 90-91.